# Max von Pape
Max Pape, seit 1913 von Pape (* 12. September 1851 in Berlin; † 9. November 1926 ebenda), war ein preußischer Generalleutnant.

## Leben
Er war der Sohn des Theater- und Landschaftsmalers Eduard Pape (1817–1905) und dessen Ehefrau Dorothee Wilhelmine, geborene Schultz und wurde am 14. November 1851 in der St. Matthäuskirche zu Berlin getauft. Am 16. Juni 1913 wurde Pape anlässlich des 25-jährigen Regierungsjubiläums von Kaiser Wilhelm II. in den erblichen preußischen Adelsstand erhoben.
Pape heiratete am 16. Oktober 1886 in Berlin Gertraudt Hennicke (* 11. November 1863 in Berlin; † 13. Dezember 1942 ebenda), die Tochter des Großadmiralitätsrats Wilhelm Woldemar Hennicke und der Anina (Anna) Bergmann. Das Ehepaar hatte drei Töchter.
Max von Pape starb 1926 im Alter von 75 Jahren in Berlin. Beigesetzt wurde er auf dem Friedhof II der Jerusalems- und Neuen Kirche in Berlin-Kreuzberg. Das Grab ist nicht erhalten.